# Tupolev Tu-95
Pour les articles homonymes, voir Bear.
Le Tupolev Tu-95 (russe : Туполев Ту-95 ; Code OTAN : Bear) est un bombardier stratégique lourd à long rayon d'action, propulsé par quatre moteurs turbopropulseurs. Conçu pour la dissuasion nucléaire et le déploiement de missiles, il a effectué son premier vol en 1952 avant d'entrer en service en 1956 au sein de l'aviation à long rayon d'action des Forces aériennes soviétiques. Son premier engagement en combat a lieu en 2015, et il devrait rester opérationnel au sein des Forces aérospatiales russes au moins jusqu’en 2040.
Le Tu-95 donne naissance à plusieurs variantes, notamment le Tu-142, conçu pour la patrouille maritime, ainsi que le Tu-114, une version modifiée pour le transport de passagers.

## Conception et développement
Après la création du Strategic Air Command (SAC) par les États-Unis en 1946, l'URSS décide de développer un bombardier stratégique intercontinental plus performant que les appareils dérivés du Tu-4, lui-même une copie du B-29. Le bureau d'études Tupolev, dirigé par Andreï Tupolev, conçoit en 1949 le Tu-85, une version agrandie du Tu-4, mais celui-ci ne répond pas pleinement aux exigences stratégiques soviétiques.
En 1950, une nouvelle spécification est émise à la fois pour Tupolev et le bureau d'études Myasichtchev. Le futur bombardier doit être capable d’atteindre une portée de 8 000 km, permettant de frapper des cibles majeures aux États-Unis, tout en transportant une charge utile de 11 000 kg. Les premières études du projet débutent en 1949, et le feu vert définitif est donné le 11 juillet 1951.
Le premier prototype, désigné Modèle 95/I, effectue son premier vol le 12 novembre 1952 sous le pilotage d'Alexeï Perelet (en). Il est équipé de huit turbopropulseurs Kouznetsov 2-TV-F de 6 000 ch, disposés par paire. Ce prototype est détruit le 11 mai 1953 en raison d'un incendie moteur, entraînant la mort du pilote et de l’ingénieur navigant. Il est remplacé par le modèle 95/II, qui adopte quatre turbines Kouznetsov TV-12 de 12 000 ch, équipées d'hélices contrarotatives pour augmenter le rendement de propulsion. Ce second prototype prend son envol le 16 février 1955.

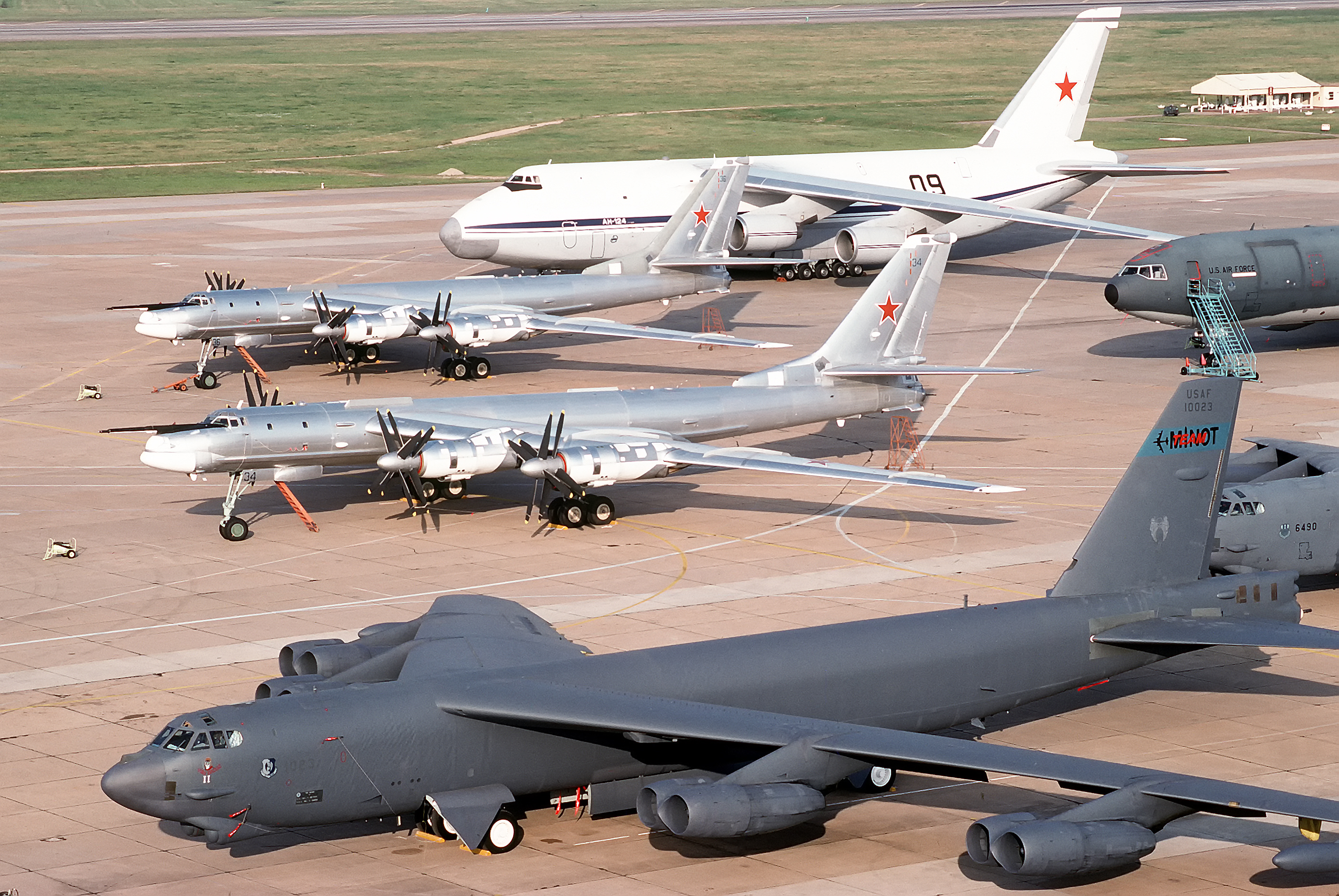
Deux Tu-95 Bear-H russes, entre un An-124 russe et un B-52 de l'USAF sur une base de Louisiane en 1992

Les deux premiers appareils de série furent appelés Tu-95 et volèrent pour la première fois en octobre 1955. L'année suivante, cinq appareils dont le second prototype furent présentés en vol au salon aéronautique de Tuchino.
Il fut construit jusqu'en 1991 dans l'usine d'aviation de Kouïbychev (actuellement usine Aviakor, à Samara).
Il a été dérivé du Tu-95 une version de surveillance et de patrouille maritime, le Tupolev Tu-142.

## Engagements
Les flottilles de l'aviation à long rayon d'action équipées de l'appareil furent toujours en alerte, au cas où la guerre froide aurait pris un nouveau tournant et qu'il eût fallu bombarder le bloc de l'Ouest. À part cela, il a beaucoup servi dans le transport de bombes et de missiles à travers l'URSS. Les bombardiers Tu-95 étaient utilisés par l'URSS pour tester des bombes nucléaires et thermonucléaires. En service, les bombardiers sont normalement munis de lanceurs avec six missiles de croisière Kh-55. Le modèle peut en outre porter encore dix missiles sur les pylônes sous ses ailes[réf. souhaitée]. Enfin, le Tu-142 fut un patrouilleur maritime pour surveiller les côtes soviétiques pour la marine soviétique.
Seules l'Inde, l'Ukraine et la Russie possèdent des exemplaires de cet appareil. En janvier 2014, seuls 55 exemplaires étaient encore en service chez cette dernière.

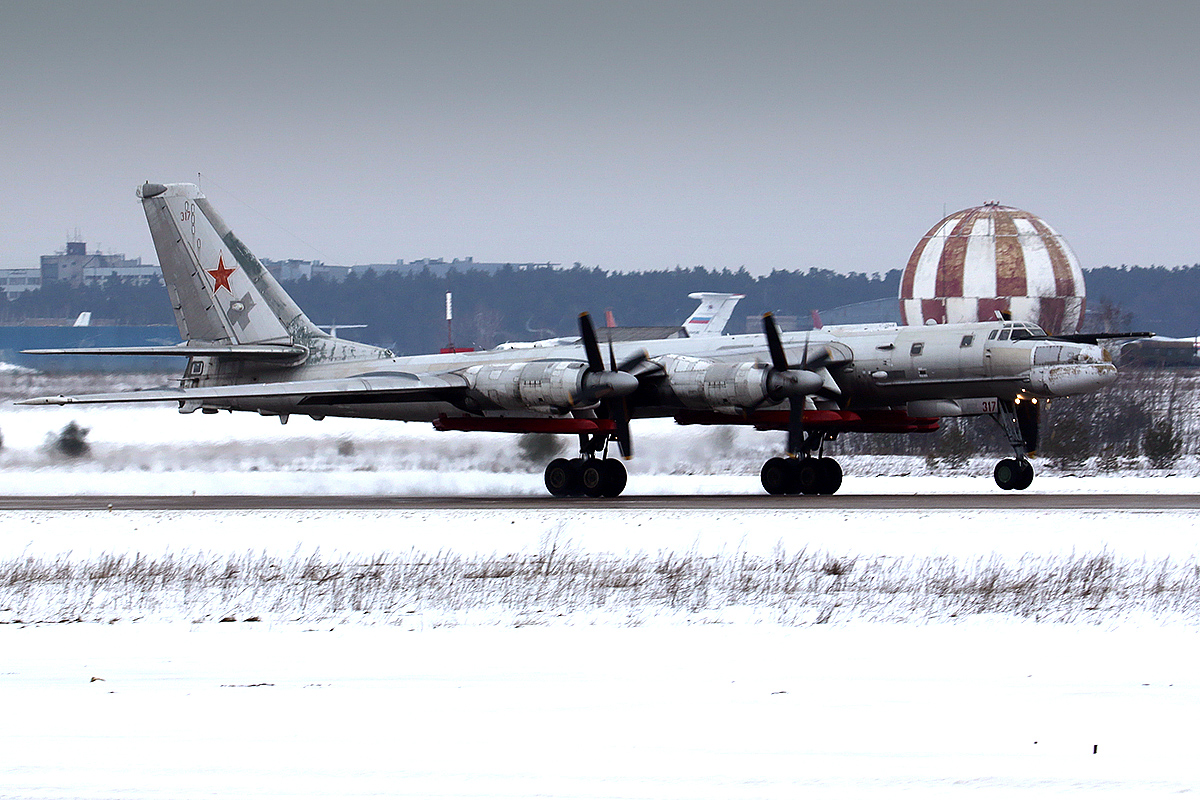
Un Tupolev Tu-95 à l'atterrissage.

Le 28 janvier 2015, deux Tu-95 russes ont survolé la Manche, sans que ni le Royaume-Uni ni la France n'en aient été préalablement avertis.

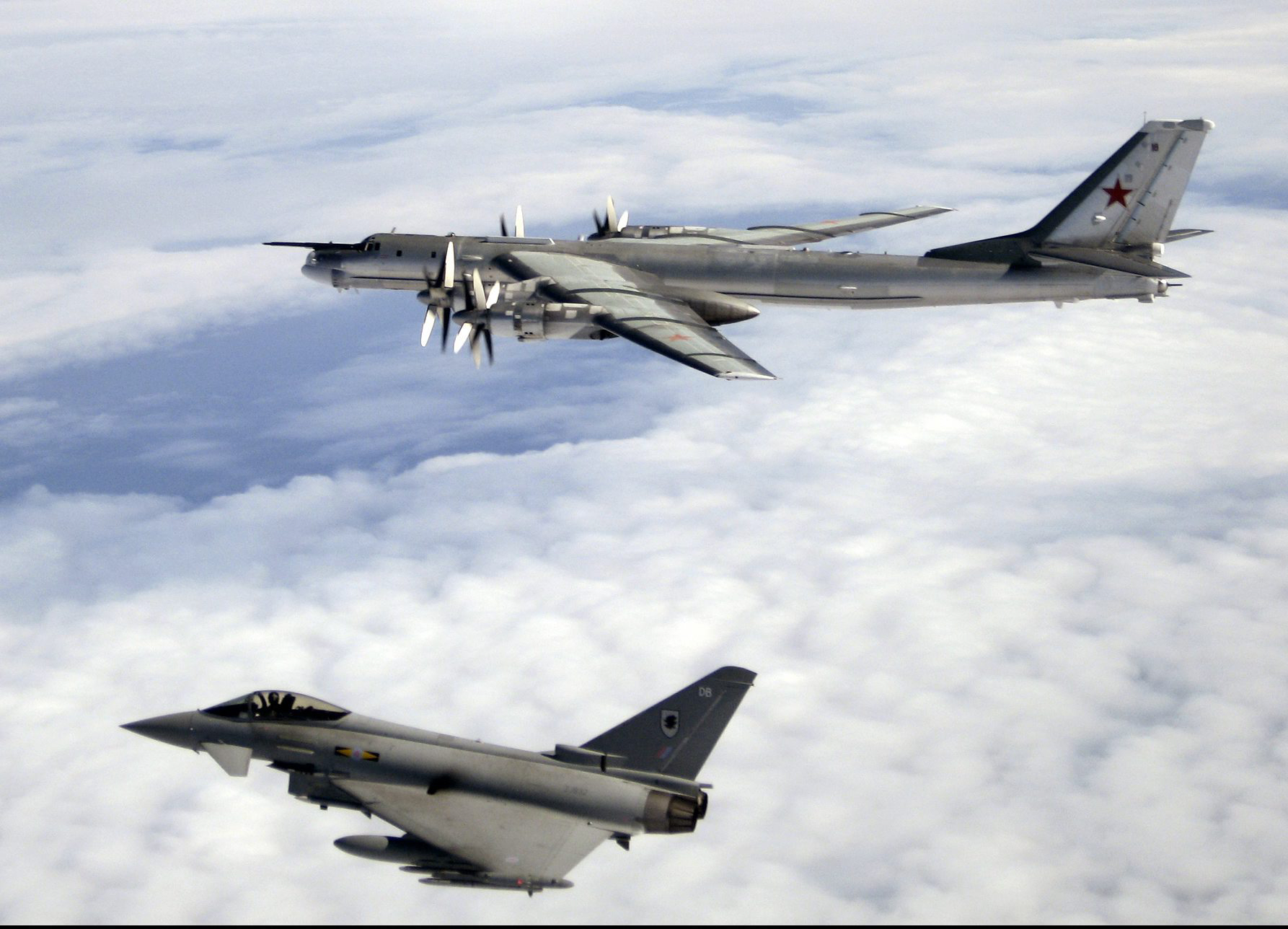
Un Tupolev Tu-95 "Bear H" de l'armée de l'air russe escorté par un Eurofighter Typhoon Britannique de la Quick Reaction Alert en 2012.

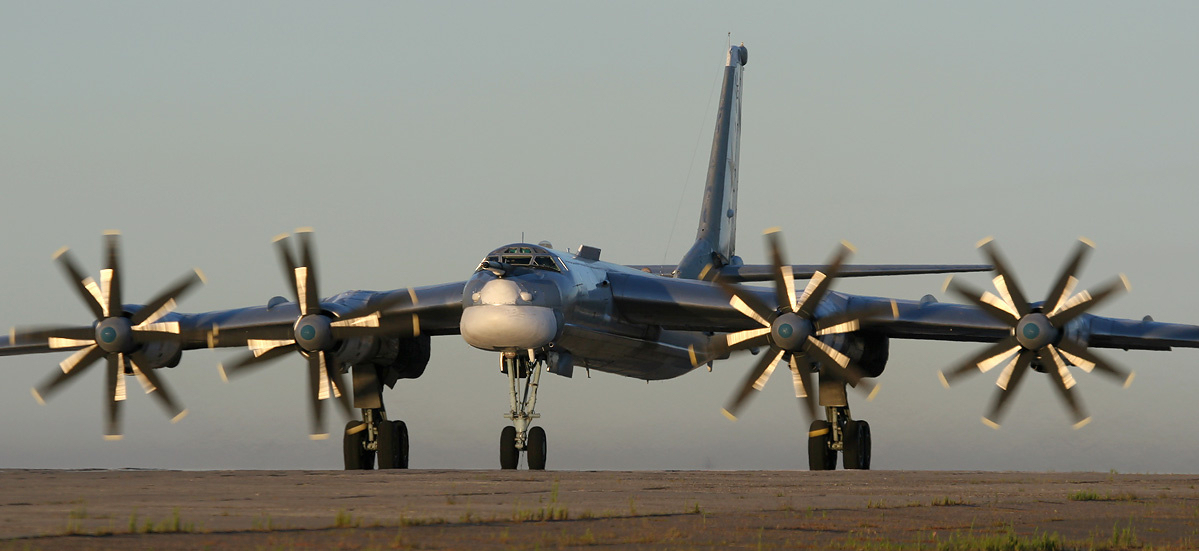
Tu-95MS sur la base aérienne Engels-2 en Russie, en 2006.

Les deux Tu-95 ont d'abord été repérés au large de la Norvège, volant de concert avec deux ravitailleurs Illiouchine Il-78, escortés par deux MiG-31. Deux F-16 norvégiens ont aussitôt décollé afin d'encadrer la formation. Une partie de la formation russe a fait demi-tour et seuls les deux bombardiers ont poursuivi leur vol vers le sud, survolant ensuite la Manche avant de longer les côtes britanniques à une distance moyenne de 40 km.
La présence des deux bombardiers lourds à proximité de l'espace aérien britannique a déclenché un léger mouvement de panique, provoquant le déroutement de plusieurs vols civils. Le Royaume-Uni a dépêché deux chasseurs Typhoon pour escorter les bombardiers russes. La France a fait décoller un Rafale de la base de Creil. Deux Mirage 2000 de la permanence opérationnelle de la base de Lann-Bihoué ont également été mis en alerte.
Ils sont engagés pendant l'invasion de l'Ukraine par la Russie en tirant des missiles air-sol de longue portée. Leur base Engels-2 est attaquée deux fois par des drones ou missiles ukrainiens en décembre 2022 et un d'entre eux est endommagé lors du premier raid le 5 décembre.
Le 1er juin 2025, l'Ukraine revendique une attaque massive de drones menée par le SBU contre des aérodromes militaires russes.
Des vidéos et photos publiées montrent des frappes de drones contre des Tu-95 sur la base aérienne d'Olenia. Les vidéos du SBU, nous montrent 3 Tu-95 touchés par des drones, de fortes fumées et des flammes s'échappant de ces appareils stationnés sur l'aérodrome. À la suite de l’attaque, avec les images satellite disponibles en source ouverte, on peut voir que finalement 4 sont détruits et 1 seul est endommagé.
Pour la base de Belaïa, les analyses d'images satellite en source ouverte permettent de confirmer la destruction de 3 TU-95 et d'un autre possiblement endommagé.

## Variantes
Il existe en tout une vingtaine de versions de cet appareil, dont voici les principales :
- Bear A (Tu-95/Tu-95M/Tu-95U) : ces versions furent les premières à équiper l'armée soviétique et la dernière est un prototype ;
- Bear B (Tu-95K/Tu-95KD) : version pouvant emporter le missile AS-3 Kangaroo ;
- Bear C (Tu-95KM) : modernisation du B principalement au niveau du radar ;
- Bear D (Tu-95RT) : modernisation du A où le programme d'intelligence électronique prend place ;
- Bear E (Tu-95MR) : autre amélioration du A, cette version fait de l'appareil un avion de reconnaissance ou de surveillance ;
- Bear F (Tu-142) : version maritime pour la surveillance côtière et la neutralisation des sous-marins, il y a eu de nombreuses sous-versions ;
- Bear G (Tu-95K-22) : fusionnant des qualités des Bear B et Bear C. Ils ont été modernisés au niveau de l'avionique embarquée et peuvent emporter le missile AS-4 Kitchen. Ils sont encore utilisés par l'armée russe ;
- Bear H (Tu-95MS/Tu-95MS6/Tu-95MS16) : modernisation du Tu-142 semblable à la version G officialisée en juillet 1977. La principale transformation étant l’installation d’une soute interne avec lanceur rotatif MKU‑6‑5 pouvant embarquer six missiles Kh‑55[10]. Ils peuvent emporter jusqu'à seize missiles AS-15A Kent devant être remplacés par des AS-19 Koala ;
- Bear J (Tu-142MR) : modernisation de la version F, l'appareil est chargé d'assurer la communication entre le gouvernement et les sous-marins de la flotte.
- Tu-95MSM : Modernisation en profondeur des Tu-95MS. Premier vol en août 2020, 20 bombardiers devraient être convertis à ce standard[11].

Il existe d'autres versions qui n'ont pas atteint le stade de la série.

## Autres caractéristiques
- Ce bombardier a été utilisé pour le largage d'essai de la plus puissante bombe jamais construite : la Tsar Bomba.
- Il utilise le turbopropulseur Kouznetsov NK-12 qui reste, en 2014, le plus puissant jamais construit.
- Le Tu-95A est l'appareil de série à turbopropulseurs le plus rapide à ce jour.Vol de routine de 2 Tu-95MS

### Développement lié
- Tupolev Tu-114
- Tupolev Tu-116
- Tupolev Tu-119
- Tupolev Tu-126
- Tupolev Tu-142

### Aéronefs comparables
- Convair B-36
- Boeing B-52 Stratofortress
- Miassichtchev M-4 Molot
- Xian H-6K